# Gröna gången, Raseborg
Gröna gången är en ö i Finland. Den ligger i Finska viken och i kommunen Raseborg i den ekonomiska regionen  Raseborg i landskapet Nyland, i den södra delen av landet. Ön ligger omkring 68 kilometer väster om Helsingfors.
Öns area är 1,2 hektar och dess största längd är 160 meter i nord-sydlig riktning.